# Bishops Lydeard (stacja kolejowa)
 Minehead - stacja kolejowa w miejscowości Bishops Lydeard w hrabstwie Somerset w Wielkiej Brytanii. Obecnie stacja końcowa zabytkowej kolei West Somerset Railway. Na stacji znajdują się biura zarządu towarzystwa kolei i niewielkie muzeum kolejowe.

## Obsługa pasażerska
Kasa biletowa, bufet, przystanek autobusowy z połączeniami do Taunton.